# فيروسويد

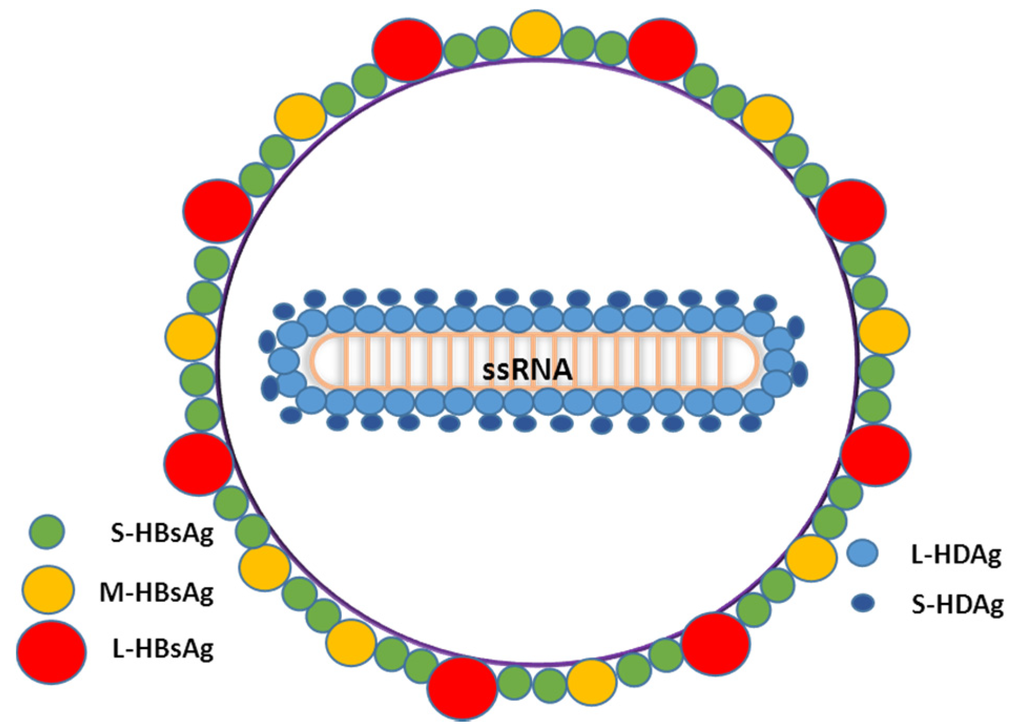

الفيروسويد (بالإنجليزية: Virusoid)‏ هو سلسلة رنا مفردة دائرية تعتمد على الفيروسات للتضاعف والتقفص. يتكون جينوم الفيروسويدات من عدة مئات من النوكليوتيدات ولا تشفر أي بروتينات. لدى البشر، فيروس التهاب الكبد الفيروسي د هو فيروسويد قادر على إحداث أمراض عند تواجد فيروس التهاب الكبد ب.
الفيروسويدات أساسا عبارة عن فيرويدات تم تغليفها بواسطة الكساء البروتيني لفيروس مساعد. هذا يعني أنها مماثلة للفيرويدات في وسائل تضاعفها (تضاعف دائري ملتف) وفي انعدام الجينات لديها، لكنها تختلف عن الفيرويدات بعدم امتلاكها لكساء بروتيني.
رغم أن الفيروسويدات تُدرس في علم الفيروسات، إلا أنها جزيئات فيروسية فرعية وليست فيروسات. ولأنها تعتمد على الفيروسات المساعدة تم تصنيفها على أنها توابع. في علم التصنيف الفيروسي تصنف على أنها توابع/أحماض نووية تابعة/ المجموعة الفرعية 3: رنا دائري تابع.